# Tencent QQ
QQ — наиболее распространённый в Китае сервис мгновенного обмена сообщениями.
Поддерживается телекоммуникационной компанией Tencent.

## Название
Первоначально название QQ было OICQ; название базировалось на уже существующем сервисе мгновенного обмена сообщениями ICQ.

## Особенности реализации
Также представляет возможность пользоваться игровыми сервисами QQ游戏 (QQ Игры)
Плагиат
Как и большинство клиентов для обмена быстрыми сообщениями, Tencent QQ скопировал особенности своих конкурентов. Интерфейс ранней версии мессенджера Tencent был почти идентичен ICQ, но с развитием программа стала всё более походить на Windows Live Messenger.

### Недостатки
Баги и ошибки в английской версии
У старых версий QQ наблюдался свойственный многим программам баг. Если на компьютере пользователя была изначально установлена не-китайская операционная система, то во время ввода или приёма сообщений программа часто автоматически закрывалась. В 2008—2009 гг., из-за возросших жалоб иностранных пользователей, баг был устранён. Кроме того, программа была более качественно переведена на английский язык. 
В последнее время[когда?] из-за ошибок на стороне сайта отсутствует возможность удалить собственную группу. Кодовое число, необходимое для завершения удаления группы, постоянно принимается как ошибочное. Из-за этого участник, который создаёт группу, впоследствии не может её удалить. Кроме того, в настоящее время невозможно перенести права оператора на другого пользователя, чтобы потом выйти из группы.

### Adware
Из-за частого появления в QQ рекламных сообщений и процессов, связанных с рекламой, программа была заклеймена как adware многими антивирусами.

## Использование
Согласно финансовым отчётам Tencent марта 2008 года, в QQ около 317,9 миллионов активных пользователей, из которых приблизительно 160 миллионов из Китая. Но так как некоторые пользователи используют по 2 и более аккаунтов, эти подсчёты спорны.

## Фильтрация сообщений
В августе 2004 года сервис «QQ игры» стал фильтровать такие слова как «钓鱼岛» («Острова Сенкаку») и «保钓» («Движение в защиту Сенкаку»). 
Этот акт вызвал большие дебаты, и с тех пор Tencent сняли фильтр.

## Альтернативные клиенты
Протокол QQ был тщательно исследован методами обратной разработки, что позволило включить его поддержку в ряде мультипротокольных клиентов IM. Стоит отметить, что большинство этих клиентов — программы с открытым исходным кодом, благодаря чему многие считают их более безопасными и функциональными, чем официальный клиент; к тому же они игнорируют рекламу. Оборотной стороной альтернативных клиентов является отсутствие гарантий их работоспособности в случае, если Tencent внесёт те или иные изменения в протокол QQ (с аналогичной проблемой иногда сталкиваются пользователи альтернативных клиентов ICQ).
На сегодняшний день работу в сети QQ поддерживают:
- Adium, мультипротокольный клиент с открытым исходным кодом под Mac OS X (в настоящее время не поддерживается);
- Miranda IM, мультипротокольный клиент с открытым исходным кодом под Microsoft Windows (с плагином MirandaQQ2);
- Pidgin (до версии 2.8.0), многоплатформенный мультипротокольный клиент с открытым исходным кодом.
- Kopete, клиент графического окружения KDE.
- Empathy, клиент графического окружения GNOME.